# Abraxas nigrolineata
Abraxas nigrolineata är en fjärilsart som beskrevs av Rayner 1923. Abraxas nigrolineata ingår i släktet Abraxas och familjen mätare. Inga underarter finns listade i Catalogue of Life.